# Lambros D. Callimahos
Lambros Demetrios Callimahos (* 16. Dezember 1910 in Alexandria; † 28. Oktober 1977) war ein griechisch-amerikanischer Kryptologe der US-Armee.

## Jugend und Ausbildung
Er wurde in Alexandria als Sohn griechischer Eltern geboren, die Familie emigrierte in die Vereinigten Staaten, als er vier Jahre alt war. Sein Vater war Journalist. Seine Interessenschwerpunkte in der Schule waren Chemie, Physik und Medizin. Er zeigte bis zum Alter von 14 Jahren kein Interesse an Musik. Dies änderte sich, als er die Highschool in Asbury Park besuchte.
Er graduierte im Fach Rechtswissenschaft an der Rutgers University im Einklang mit den Wünschen seines Vaters, besuchte jedoch später im Alter von 19 Jahren die Juilliard School und erlangte im Jahr 1933 dort einen akademischen Grad. Obwohl er am unteren Ende der Klasse begann, wurde er in seinem zweiten Jahr auf Anraten seines Lehrers Arthur Lora Klassenoberhaupt. Nach seinem Abschluss führte er seine Studien in Europa fort.

## Musikalische Karriere
Sein musikalisches Debüt hatte er im Jahr 1935 in München, wo er als Meisterflötist angekündet wurde. Er spielte darüber hinaus in Wien und im Herbst desselben Jahres auch ein Werk von Bach in München, welches aus sieben Sonaten und seiner eigenen Bearbeitung für Flöte und Cembalo der Suite h-Moll bestand. Darauf folgend tourte er zwei Jahre lang mit Konzertvorträgen durch Europa und wurde am Mozarteum zum Professor ernannt.
Im April 1937 hatte er sein Debüt in den USA in der Town Hall in New York City. Er bereiste während dieser Zeit sowohl Europa als auch die Vereinigten Staaten.

## Zweiter Weltkrieg
1941 trat er der US-Armee in der Hoffnung bei, dass sein Interesse an Kryptografie von Nutzen sein könnte.
Er lehrte Italienisch und Kryptoanalyse in Fort Monmouth. Er meldete sich für einen Japanisch-Kurs an und diente als Signals-Intelligence-Offizier für den Bereich Indien-Südostasien in Neu-Delhi.

## Spätere Karriere
Nach dem Ende des Zweiten Weltkrieges wurde er der Army Security Agency zugeteilt, als Assistent von William Friedman. Als die National Security Agency gegründet wurde, traten beide Männer dieser bei. In den 1950er Jahren entwickelte er den Kurs CA-400 (den er bis 1976 lehrte), eine Erweiterung von Friedmans eigenem arbeitsintensivem Kurs. Absolventen des Kurses wurden NSA-intern als Mitglieder der von Callimahos sogenannten Dundee Society bezeichnet und konnten sich zur Elite der Kryptoanalytiker beim NSA zählen. In diesen Kursen entwickelte er auch eine Übung in Kryptographie und Funkverkehrsanalyse, die als Zendian-Problem beim NSA bekannt ist. Er überarbeitete darüber hinaus das klassische Werk von Friedman Military Cryptanalysis, um den eigenen Text Military Cryptanalytics zu verfassen (erschienen 1957 bis 1977).
1955 gründete er das NSA Technical Journal und diente bis zum Ende seiner Karriere als technischer Berater der Zeitschrift.
Gesundheitliche Probleme zwangen ihn, 1976 in den Ruhestand zu gehen.